# Vladimir Balon
Vladimir Iakovlevitch Balon (en russe : Владимир Яковлевич Балон), né le 23 février 1937 à Léningrad, et mort le 2 février 2013 à Moscou, est un ancien escrimeur soviétique, champion d'URSS junior en 1958, maître d'escrime artistique et acteur soviétique, puis russe,.

## Carrière
Balon s'initie à l'escrime au Palais des jeunes pionniers de Léningrad et participe régulièrement aux compétitions. On lui décerne le titre de Maître émérite des sports de l'URSS en 1956. Diplômé de l'Institut de l'éducation physique Peter Lesgaft (ru), en 1959, il devient entraineur de l'équipe Dinamo de Léningrad en 1958-1961, puis au club CSKA Moscou, jusqu'en 1964.
En 1961, il fait de la figuration dans les scènes de combat d'épées dans le film La Ballade des Hussards d'Eldar Riazanov. Il y tient également le rôle d'adjudant de Mikhaïl Koutouzov. Peu après, il met un terme à sa carrière sportive et se consacre au cinéma. Il apparait principalement dans les films de cape et d'épée, mais à l'occasion joue dans d'autres films. En 1966, il revient en tant que consultant en arts martiaux de la comédie Attention, automobile chez Eldar Riazanov qui l'essaye pour l'un des personnages principaux, mais le rôle sera finalement confié à Andreï Mironov. Par le biais de Lev Dourov, rencontré lors du tournage des Récits de mer («Морские рассказы», 1967), Balon sera invité coordonner les scènes d'action dans l'adaptation de Roméo et Juliette d'Anatoli Efros au théâtre sur Malaïa Bronnaïa en 1970. En 1987, Gueorgui Jungwald-Khilkevitch fait appel à son savoir pour les besoins de tournage de D'Artagnan et les Trois Mousquetaires. Balon y incarne M. de Jussac, le capitaine des gardes du Cardinal, qui poursuit inlassablement D'Artagnan. Ce personnage, insignifiant chez Alexandre Dumas prend de l'importance dans le film et conquiert les spectateurs par la justesse d'interprétation. Le film remporte un énorme succès, en partie grâce aux belles scènes de combat d'épées orchestrées par Balon.

## Filmographie
- 1962 : La Ballade des Hussards d'Eldar Riazanov
- 1965 : Donnez-moi le livre des réclamations (Дайте жалобную книгу) d'Eldar Riazanov
- 1965 : Ouvrez, on sonne (Звонят, откройте дверь) de Alexandre Mitta
- 1967 : Les Récits de la mer (ru) (Морские рассказы) d'Alexeï Sakharov (ru)
- 1967 : Nikolaï Baumann (ru) (Николай Бауман) de Semion Toumanov (ru)
- 1967 : Anna Karénine (Анна Каренина) d'Alexandre Zarkhi
- 1969 : Une embuscade (ru) (Засада) de Guennadi Bazarov (ru)
- 1970 : La Douzaine du diable (ru) (Чёртова дюжина) de Viktor Jiline (ru)
- 1970 : Faire un pas depuis un toit (ru) (Шаг с крыши) de Radomir Vassilevski (ru)
- 1971 : La Hardiesse (Дерзость) de Gueorgui Jungwald-Khilkevitch
- 1973 : Avec la joie et le courage (ru) (С весельем и отвагой) d'Alexeï Sakharov (ru)
- 1973 : Un homme en civile (ru) (Человек в штатском) de Vassili Jouravlev
- 1978 : D'Artagnan et les Trois Mousquetaires (Д’Артаньян и три мушкетёра) de Gueorgui Jungwald-Khilkevitch
- 1981 : La Bague d'Amsterdam (ru) (Кольцо из Амстердама) d'Aleksandre Tchebotariov (ru)
- 1982 : La Princesse de cirque (en) (Принцесса цирка) de Svetlana Droujinina
- 1987 : Le Temps de voler (ru) (Время летать) d'Alexeï Sakharov (ru)
- 1987 : Garde-marines, en avant ! (Гардемарины, вперёд!) de Svetlana Droujinina
- 1988 : L'Île du général rouillé (en) (Остров ржавого генерала) de Valentin Khovenko (ru)
- 1989 : L'Escalier (ru) (Лестница) d'Alexeï Sakharov (ru)
- 1990 : Les Funérailles de Staline (en) (Похороны Сталина) de Evgueni Evtouchenko
- 1991 : Vive Garde-marines ! (en) (Виват, гардемарины!) de Svetlana Droujinina
- 1992 : Les Mousquetaires vingt ans plus tard (en) (Мушкетёры двадцать лет спустя) de Gueorgui Jungwald-Khilkevitch
- 2000 : La Marche de Touretski (ru) (Марш Турецкого) de Mikhaïl Tumanichvili (en)
- 2001 : Les Enqueteurs (ru) (Сыщики) série télévisée de Vladimir Krasnopolski
- 2009 : Les Trésors du cardinal Mazarin ou le Retour des Mousquetaires (en) (Возвращение мушкетёров, или Сокровища кардинала Мазарини) de Gueorgui Jungwald-Khilkevitch